# Lasioglossum alenicum
Lasioglossum alenicum är en biart som först beskrevs av Embrik Strand 1912.  Lasioglossum alenicum ingår i släktet smalbin, och familjen vägbin. Inga underarter finns listade i Catalogue of Life.